# Краснопёрова, Ксения Валерьевна
Ксения Валерьевна Краснопёрова (родилась 9 декабря 1996 года в Томске) — российская футболистка и регбистка, нападающая женского регбийного клуба «ВВА-Подмосковье» и сборной России, мастер спорта России.

## Биография
До прихода в регби на протяжении 10 лет занималась подводным плаванием. Окончила ДЮСШ посёлка Сосновское, где занималась футболом. Три года играла в футбольном клубе «Кузбасс», выступая за него в Первом дивизионе (зона «Сибирь»). Ксения играла на позиции нападающей в составе «Кузбасса». В сезоне 2014 года забила три гола на первом этапе турнира Первого дивизиона в зоне «Сибирь» и один гол на втором, финальном этапе турнира (победа 3:2 над УПИ-ЯВА). В сезоне 2015 года в финальном розыгрыше забила свой единственный гол в матче против «Россиянка-УОР» (поражение 1:2). В сезоне 2016 года на первом этапе розыгрыша в рамках зоны «Сибирь» забила 7 голов. На любительском уровне также отметилась выступлениями за мини-футбольные клубы «Альфа-Банк» (элитная группа CFL, группа A 2-3 дивизионов по футзалу и вторая лига по футзалу), «Беркут» (первая лига по футболу 6x6) и «Надежда» (третья лига).
В регби пришла в 2017 году, первый тренер — Андрей Кузин. Выступает на позиции нападающей в «ВВА-Подмосковье» (ранее — «РГУТИС-Подмосковье»). Становилась чемпионкой России и обладательницей Кубка России в составе ВВА. Привлекается в сборную России: в 2019 году была в заявке сборной на матчи чемпионат Европыа (бронзовый призёр). В 2020 году была на учебно-тренировочном сборе в Сочи и в заявке на матч против Нидерландов 7 марта 2020 года в рамках чемпионата Европы. Была в заявке сборной России на матч 18 февраля 2021 года против Испании в рамках отбора на женский чемпионат мира (в рамках чемпионата Европы). В 2021 году была в заявке сборной России на чемпионат Европы по пляжному регби в Москве.
В январе 2024 года стала обладательницей Кубка России по регби на снегу.